# Synagoge Müllheim (Baden)

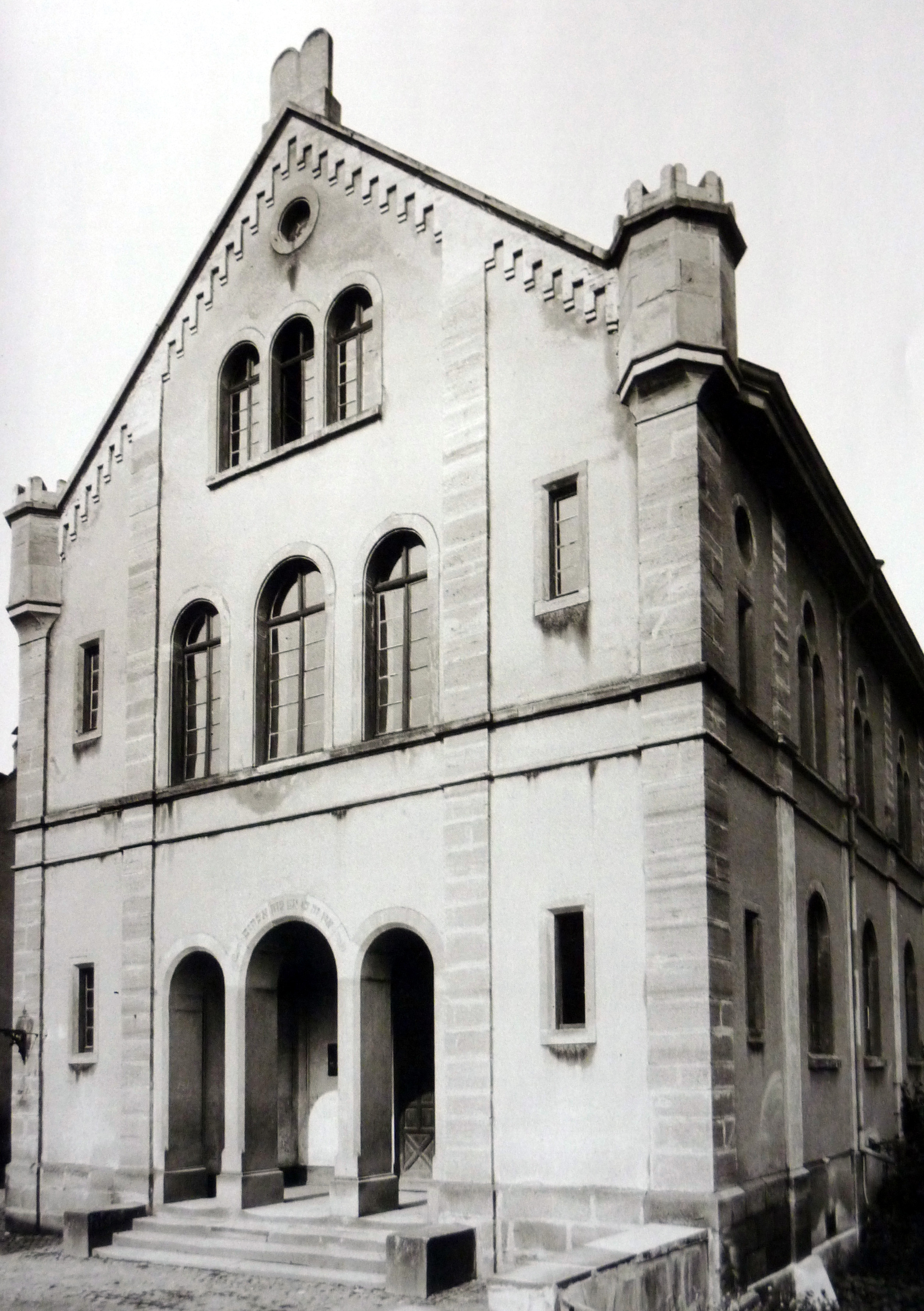
Ehemalige Synagoge in Müllheim Ende des 19. Jahrhunderts

Die Synagoge in der Hauptstraße in Müllheim, einer Stadt im Landkreis Breisgau-Hochschwarzwald in Baden-Württemberg, wurde 1851/52 erbaut. Im Zug der Novemberpogrome 1938 zerstörte man ihre Inneneinrichtung, im Jahr 1968 erfolgte der Abriss.

## Geschichte

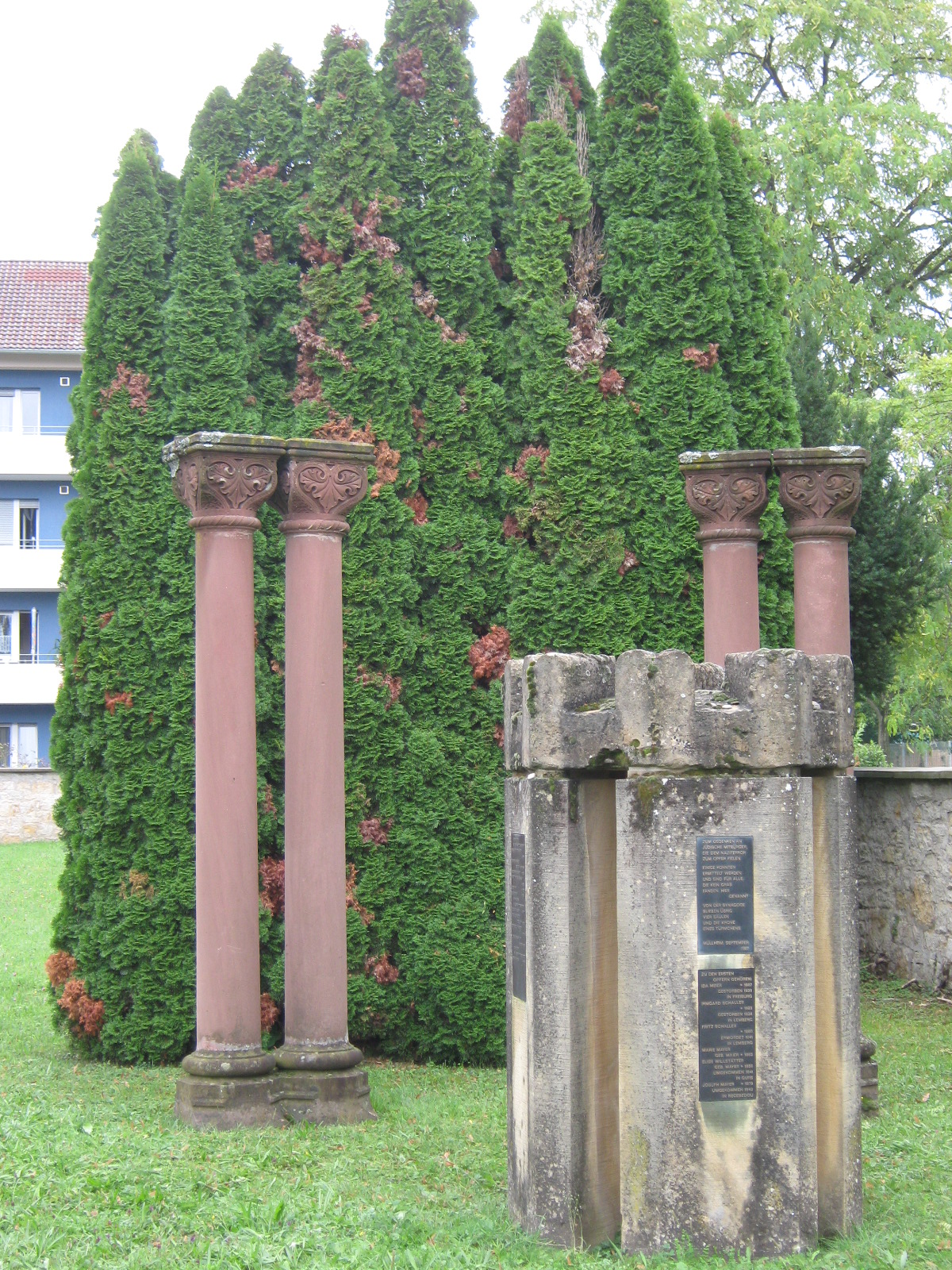
Reste der Synagoge Müllheims als Gedenkstätte auf dem dortigen jüdischen Friedhof (September 2009)

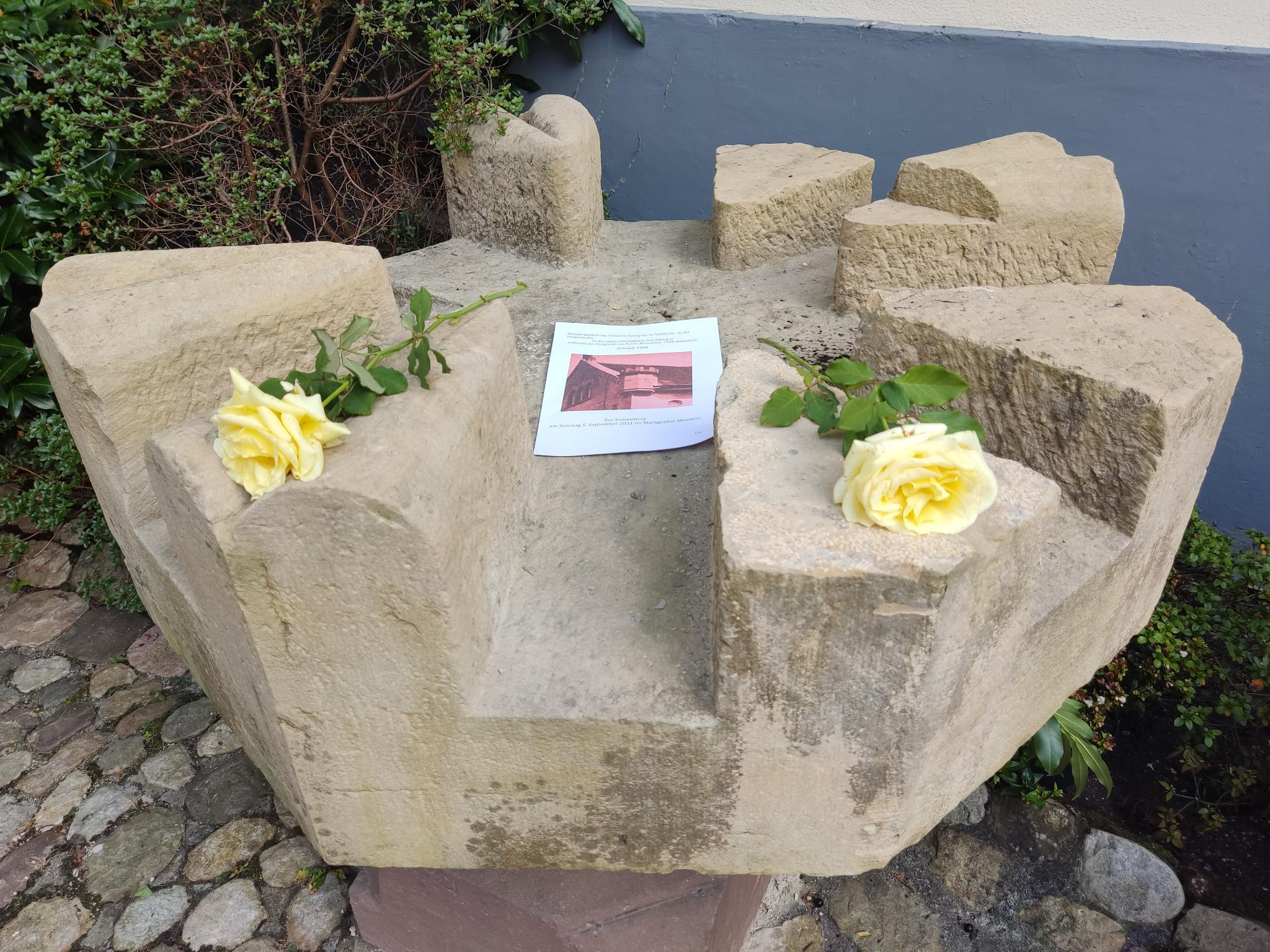
Das zweite der beiden "Krönchen" vom Giebel der ehemaligen Synagoge nach seiner Rückgabe an die Stadt Müllheim im Innenhof des Markgräfler Museums Müllheim (5. September 2021)

Müllheim gehörte bis Anfang des 19. Jahrhunderts zur Markgrafschaft Baden, hier bestand bis 1939/40 eine teilweise relativ große und bedeutende jüdische Gemeinde. Ihre Entstehung datiert in die Zeit des Beginns des 18. Jahrhunderts; unter Umständen lebten allerdings bereits im 15./16. Jahrhundert Menschen jüdischen Glaubens hier.
Die jüdische Gemeinde Müllheim hatte seit Anfang des 18. Jahrhunderts verschiedene Betstuben in Privathäusern, die erste befand sich im Haus der Familie Zivi in Müllheims Hauptstrasse Nr. 115. Um 1753 lebten 13 Familien jüdischen Glaubens in Müllheims Ober- und Unterstadt.
Im Juni 1798 erwarb die jüdische Gemeinde für 1.650 Gulden zwischen den Gebäuden Hauptstraße 92 und 94 ein großes Privatanwesen, dort wurde 1814 ein erstes gemeindeeigenes Bethaus errichtet. Für die stark wachsende jüdische Gemeinde, 1843 betrug die Anzahl ihrer Mitglieder insgesamt 280 Personen, war dieses Bethaus jedoch bald zu klein:
1851/52 wurde nach Plänen des Freiburger Architekten Georg Jakob Schneider an Stelle des Bethauses für 12.000 Gulden ein stattlicher Neubau errichtet.

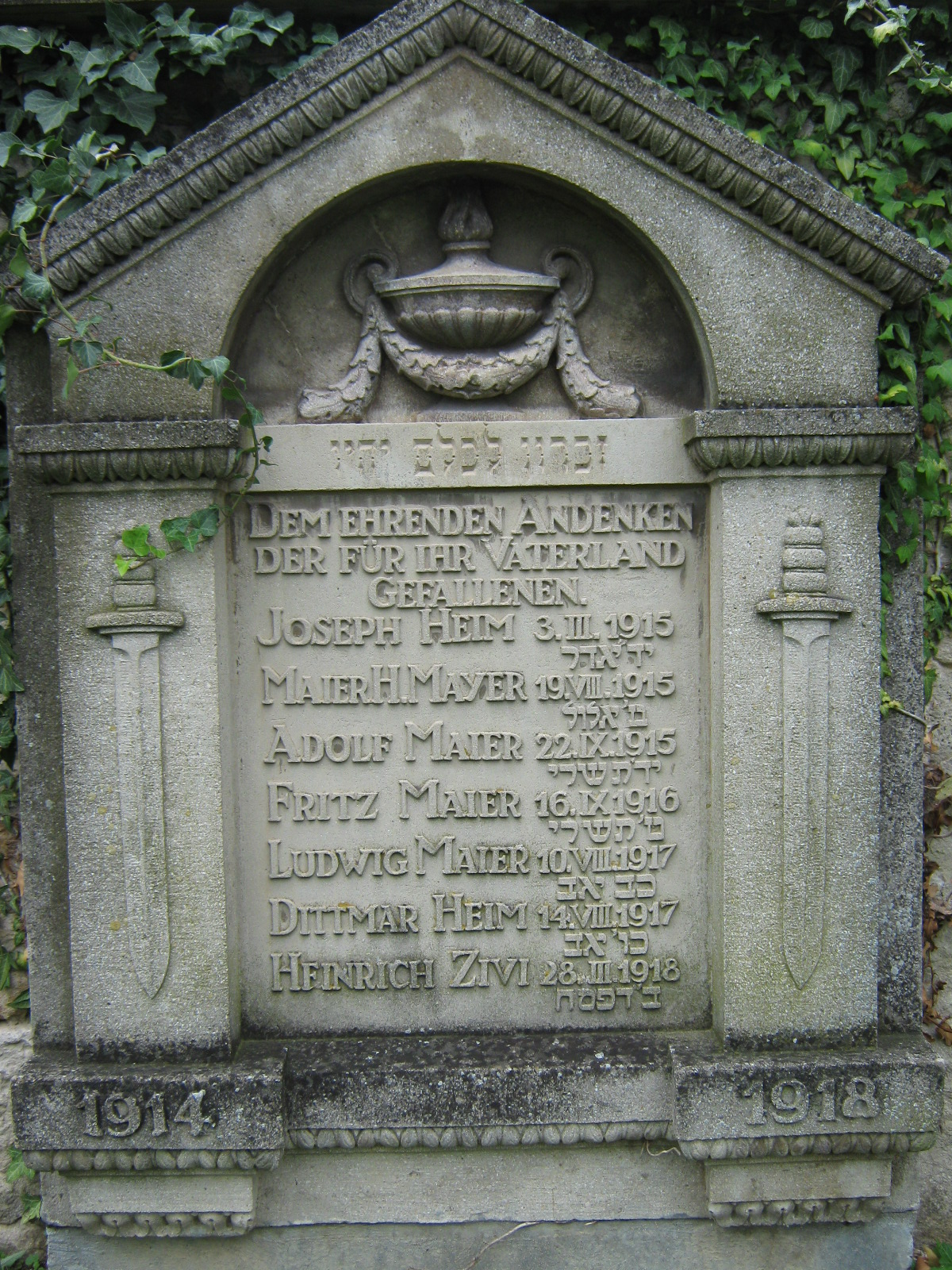
Namen im Ersten Weltkrieg gefallener jüdischer Müllheimer auf dem jüdischen Friedhof Müllheim

1938 wurde bei den Novemberpogromen die Inneneinrichtung völlig zerstört. Das Gebäude wurde nur deshalb nicht angezündet, um die Anwesen der benachbarten nichtjüdischen Familien zu verschonen.
Den Zweiten Weltkrieg überstand das Synagogengebäude; nach dem Krieg wurde es wie der jüdische Friedhof am Ort an die israelitische Religionsgemeinschaft Südbaden restituiert. Nach Zustimmung des Gemeinderates vom 21. Februar 1949 kaufte Müllheim dem Oberrat der Israeliten Badens die Synagoge für 10.000 Mark ab.
Auf Anfrage teilte der Oberrat der Israeliten Badens am 21. November 1961 der Stadt Müllheim sinngemäß mit, dass ein Einverständnis über den Abbruch der Synagoge nicht in ihre Zuständigkeit falle. 1968 wurde die ehemalige Synagoge nach einem Gemeinderatsbeschluss vollständig abgerissen,  obwohl die Bausubstanz für eine Renovation geeignet gewesen wäre. Beim Abbruch wurde unter dem Toraschrein der Grundstein mit Urkunden geborgen.
Heute befindet sich auf dem ehemaligen Gelände der Synagoge ein Parkplatz, in der Südostecke die Gedenkstätte.
Auf dem jüdischen Friedhof Müllheim sind Mauer- und weitere Reste der Synagoge skulptural in Form einer „Ideenplastik“ aufgestellt, darunter ein Gedenkstein mit Namen im Ersten Weltkrieg gefallener Müllheimer Soldaten jüdischen Glaubens; gekrönt von der Krone eines der beiden Ecktürme des ehemaligen Synagogengiebels befinden sich an allen vier Seiten Gedenktafeln: zwei Listen mit 1942 im KZ Auschwitz ermordeten ehemaligen Müllheimer Juden, eine Aufzählung von „dem Nazi-Terror zum Opfer gefallenen Mitbürgern“ sowie eine Liste mit in Theresienstadt und anderswo umgekommener, ermordeter, verschollener oder der Euthanasie zum Opfer gefallener Müllheimer Juden.
Anfang September 2021 konnte anlässlich des "Europäischen Tages der jüdischen Kultur" das zweite "Krönchen" aus der Giebelfassade der abgerissenen Synagoge im Innenhof des Markgräfler Museums Müllheim wieder öffentlich präsentiert werden: Nachdem es seit dem Abbruch jahrzehntelang in einem privaten Garten in Badenweiler gelagert hatte, wurde es im Rahmen eines Besitzwechsels des betreffenden Grundstücks der Stadt Müllheim zurückgegeben. Es soll in eine Neukonzeption der Gedenkstätte am ehemaligen Standort der Synagoge integriert werden.

## Architektur

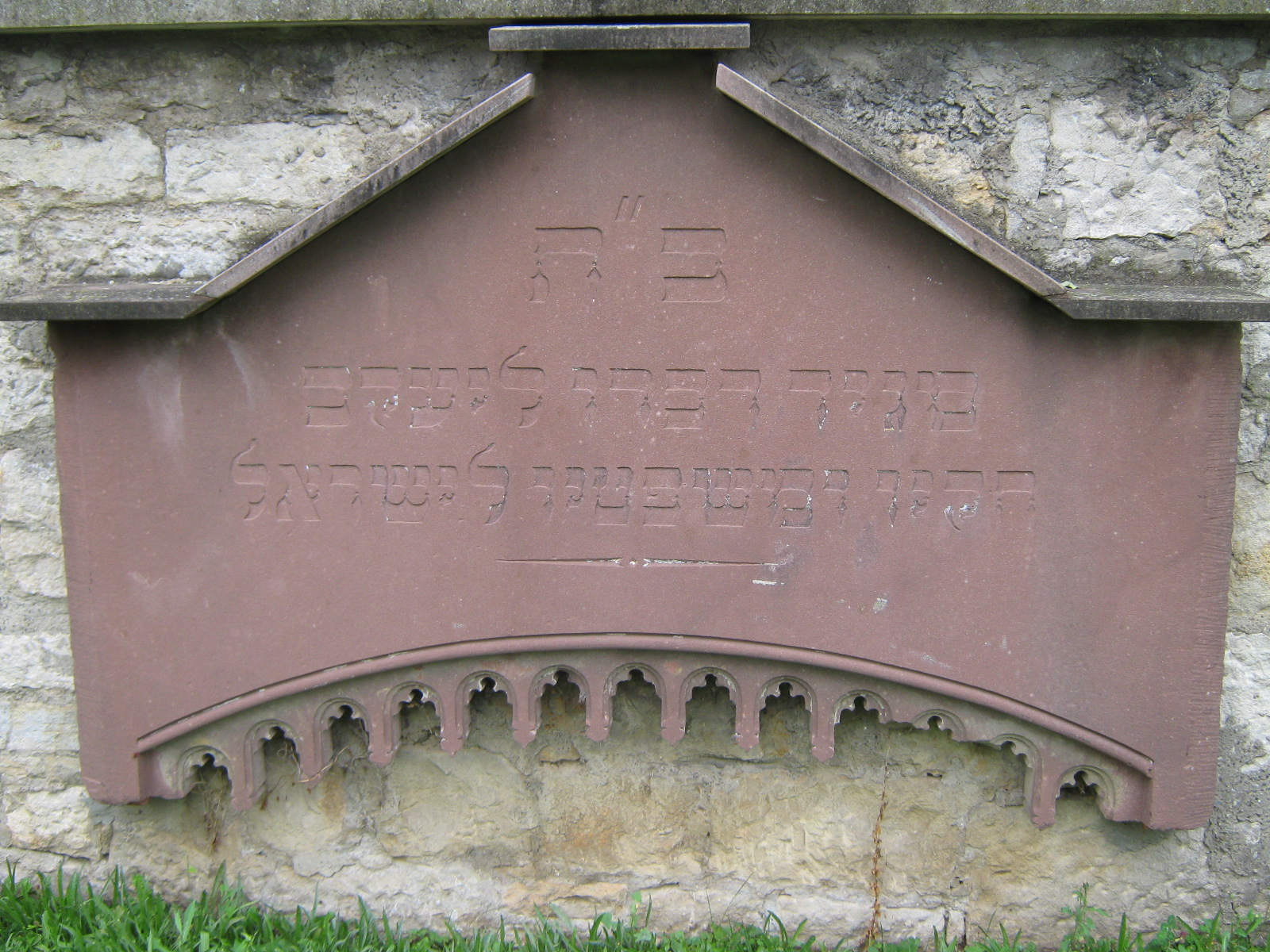
Ein Fragment der abgerissenen ehemaligen Synagoge Müllheim. Ursprünglich über dem Toraschrein angebracht, ist es heute an einer Mauer am jüdischen Friedhof Müllheim eingelassen.
Die Inschrift lautet: „Er verkündet Jaakov seine Werke, seine Satzungen und Rechte Israel“.
(Psalm 147, 19 - 20, Die Heilige Schrift, Berlin 1935)

Der Architekt Schneider hatte 1851 seinen ersten Synagogenbau in Kippenheim vollendet. Zwischen beiden Synagogen bestanden viele Ähnlichkeiten:
Beide Synagogen waren vom Rundbogenstil geprägt, bei beiden öffnete sich ein mittig erhöhtes Dreifachportal in eine kleine Vorhalle. Die Portalinschriften waren identisch und lauteten: Dies ist nichts anderes als ein Haus Gottes (1. Mose 28). Die Fassade wurde durch Wandvorlagen dreigegliedert und der Giebel war mit einem steigenden Zinnenfries versehen. Ein Akroterion in Form der Gesetzestafeln bekrönte den First. Die vertikale Dreigliederung der Eingangsfassade wurde in den oberen Geschossen durch die doppelte Wiederholung des Dreifachbogens in jeweils kleineren Proportionen und das in der Giebelspitze befindliche Rundfenster unterstrichen. Neben den seitlich aus dem Giebel herausspringenden Ecktürmchen waren schmale Rechteckfenster zu sehen, die den beiden Treppenaufgängen zu den Frauenemporen Licht spendeten.
Der gesamte Bau war durch ein Gurt- und Sohlbankgesims auf der Höhe der ersten Etage umfasst. An den Traufseiten befanden sich zunächst Rundbogenfenster und darüber gekuppelte Fenster, die mit Rundfenstern bekrönt waren.

## Gedenken

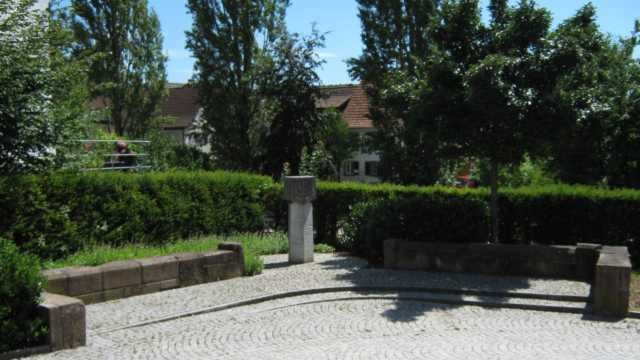
Mahnmal aus Steinen der ehemaligen Synagoge in Form einer Mauer mit stilisierter Menora als Gedenkstele in der Ecke (Juli 2011)

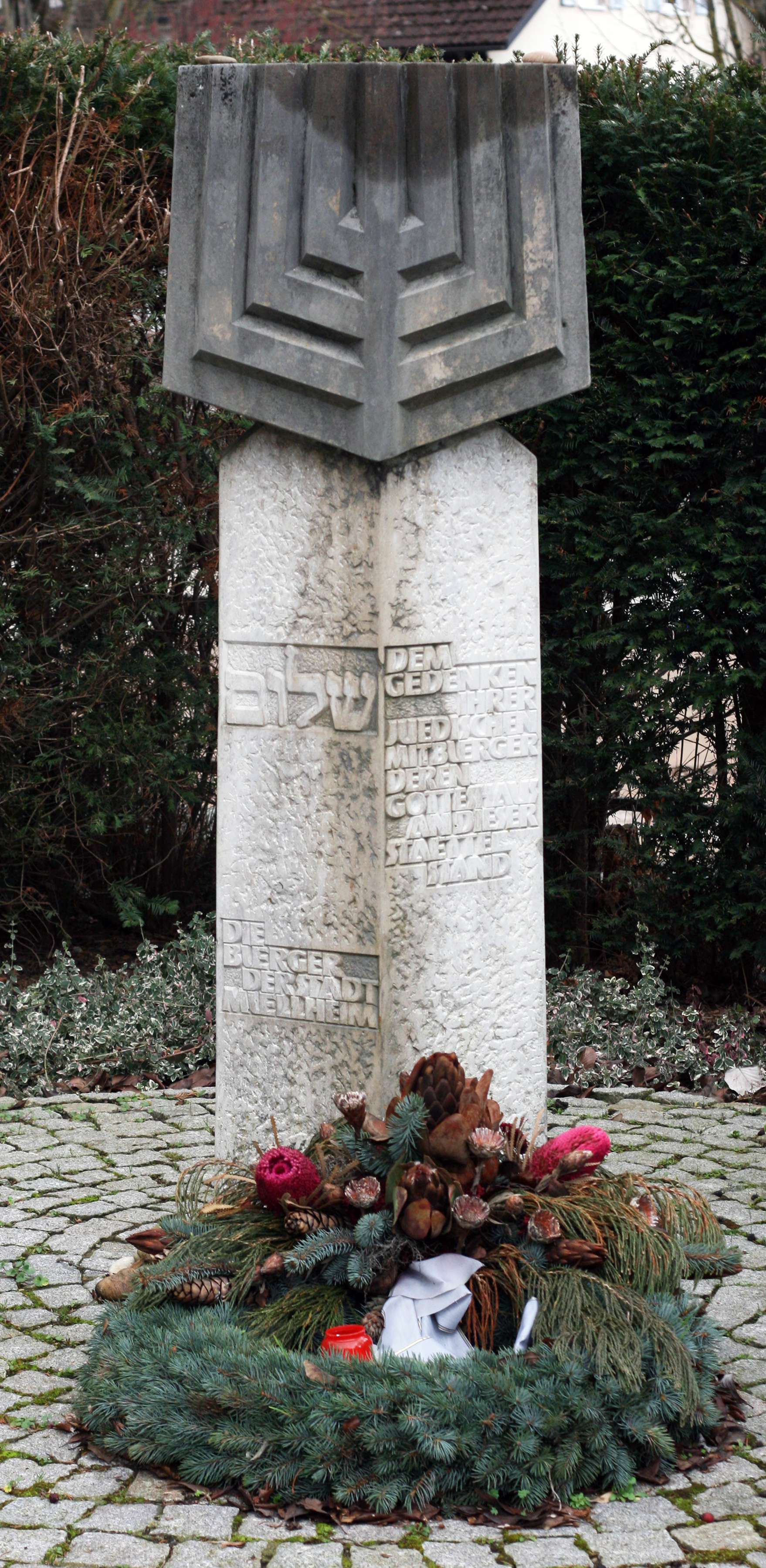
Gedenkstele (Menora) mit niedergelegtem Kranz von Nahem (Februar 2016)

1973 wurde am Platz der alten Synagoge aus mit beim Umbau des an der Stelle mittlerweile angelegten Parkplatzes gefundenen Mauersteinen ein Mahnmal in Form zweier Mäuerchen mit einem Gedenkstein errichtet. Der Gedenkstein stilisiert einen siebenarmigen Leuchter (Menora) und trägt auf der linken Seite in hebräischer Schrift den jüdischen Friedensgruß Schalom, auf der rechten Seite die Inschrift: Dem Gedenken ihrer jüdischen Mitbürger, deren Gotteshaus an dieser Stätte stand. Die Bürger der Stadt Müllheim.
2008 kaufte die Stadt eine großformatige Collage, die der Basler Fotokünstler Walter Derungs aus einem zufällig bei einem lokalen Fotogeschäft gefundenen Bild der abgerissenen Synagoge gefertigt hatte. Sie schmückt nun die Galerie im vierten Obergeschoss des Müllheimer Rathauses.